# 岡比亞交通
這個頁面介紹岡比亞的交通。冈比亚国内的交通以公路和水路为主。冈比亚在被殖民时期曾有一些小型铁路系统，但在1960年代后被废弃。跨冈比亚公路（Trans-Gambia Highway）是冈比亚最重要的公路，依冈比亚河分南北两段，各自沿东西方向贯穿全国。

## 公路
- 1996年
  - 總長：3,742公里
  - 已鋪柏油：723公里
  - 未鋪柏油：3,019公里

## 水路
長：400公里

## 港口和海港
- 班珠爾（岡比亞港務局）

## 國有商船
4艘貨輪 1艘油輪（2008年）

## 機場
- 2008年
  - 1個：班珠爾國際機場 跑道長3,047m

1. ↑  . Bantaba in Cyberspace. 14 May 2006  [23 March 2018].